# Amfreville-sous-les-Monts
Amfreville-sous-les-Monts ist eine französische Gemeinde mit 517 Einwohnern (Stand 1. Januar 2022) im Département Eure in der Region Normandie (vor 2016 Haute-Normandie). Sie gehört zum Arrondissement Les Andelys und zum Kanton Val-de-Reuil. Die Einwohner werden Amfrevillais genannt.

## Geografie
Amfreville-sous-les-Monts liegt etwa 22 Kilometer südsüdöstlich von Rouen an der Seine. Umgeben wird Amfreville-sous-les-Monts von den Nachbargemeinden Romilly-sur-Andelle im Norden, Flipou im Nordosten und Osten, Heuqueville im Südosten, Vatteville im Süden, Porte-de-Seine im Südwesten, Poses im Westen sowie Pîtres im Nordwesten.

## Bevölkerungsentwicklung
| Jahr                       | 1962 | 1968 | 1975 | 1982 | 1990 | 1999 | 2006 | 2013 | 2019 |
| Einwohner                  | 390  | 388  | 374  | 431  | 445  | 471  | 526  | 512  | 486  |
| Quellen: Cassini und INSEE |      |      |      |      |      |      |      |      |      |

## Sehenswürdigkeiten
- Kirche Saint-Michel aus dem 16. Jahrhundert
- Herrenhaus Senneville aus dem 16./17. Jahrhundert, Monument historique
- Schloss Canteloup aus dem 17. Jahrhundert, Monument historique
- Schloss Deux-Amants, Monument historique

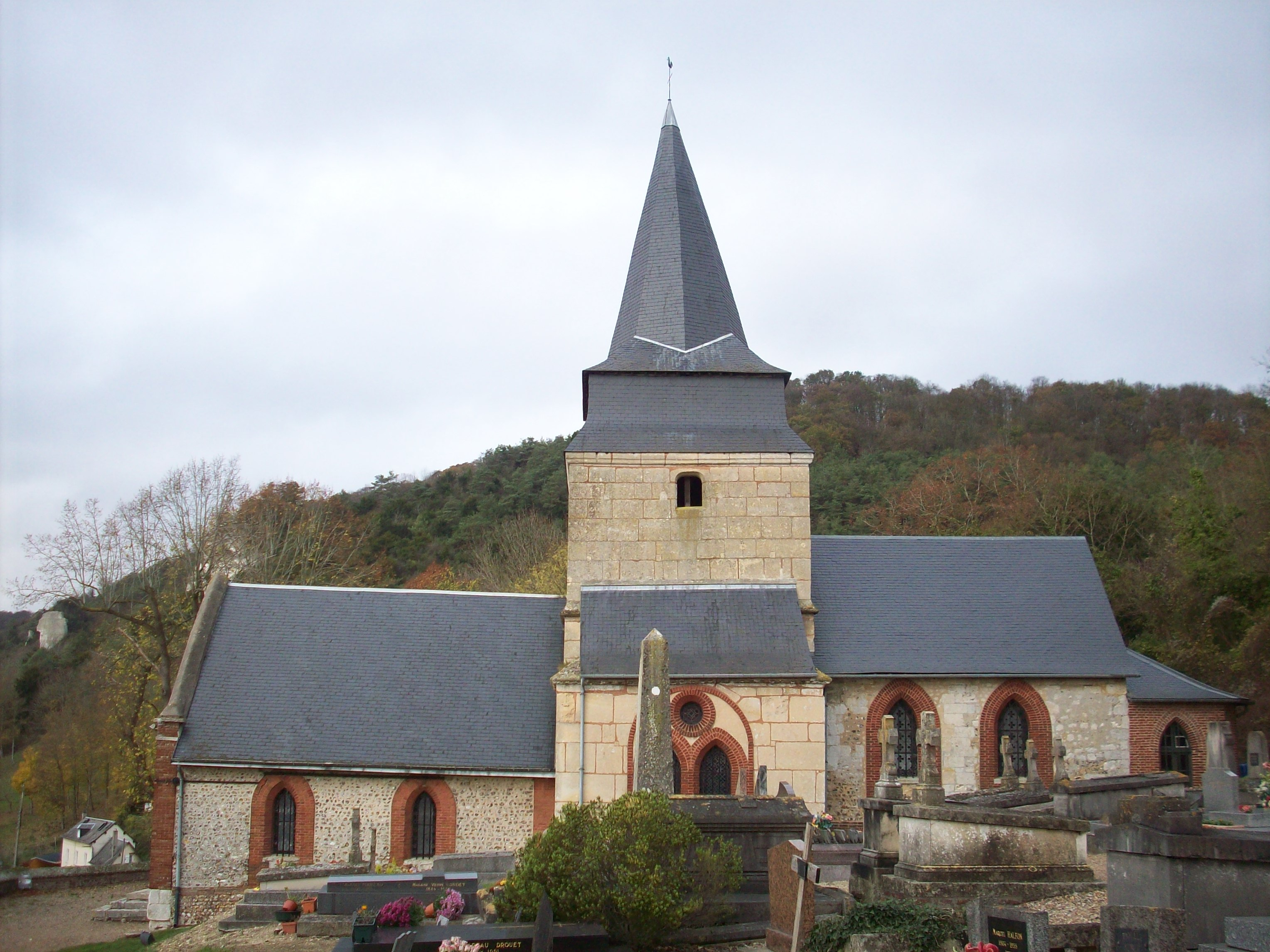
Kirche Saint-Michel
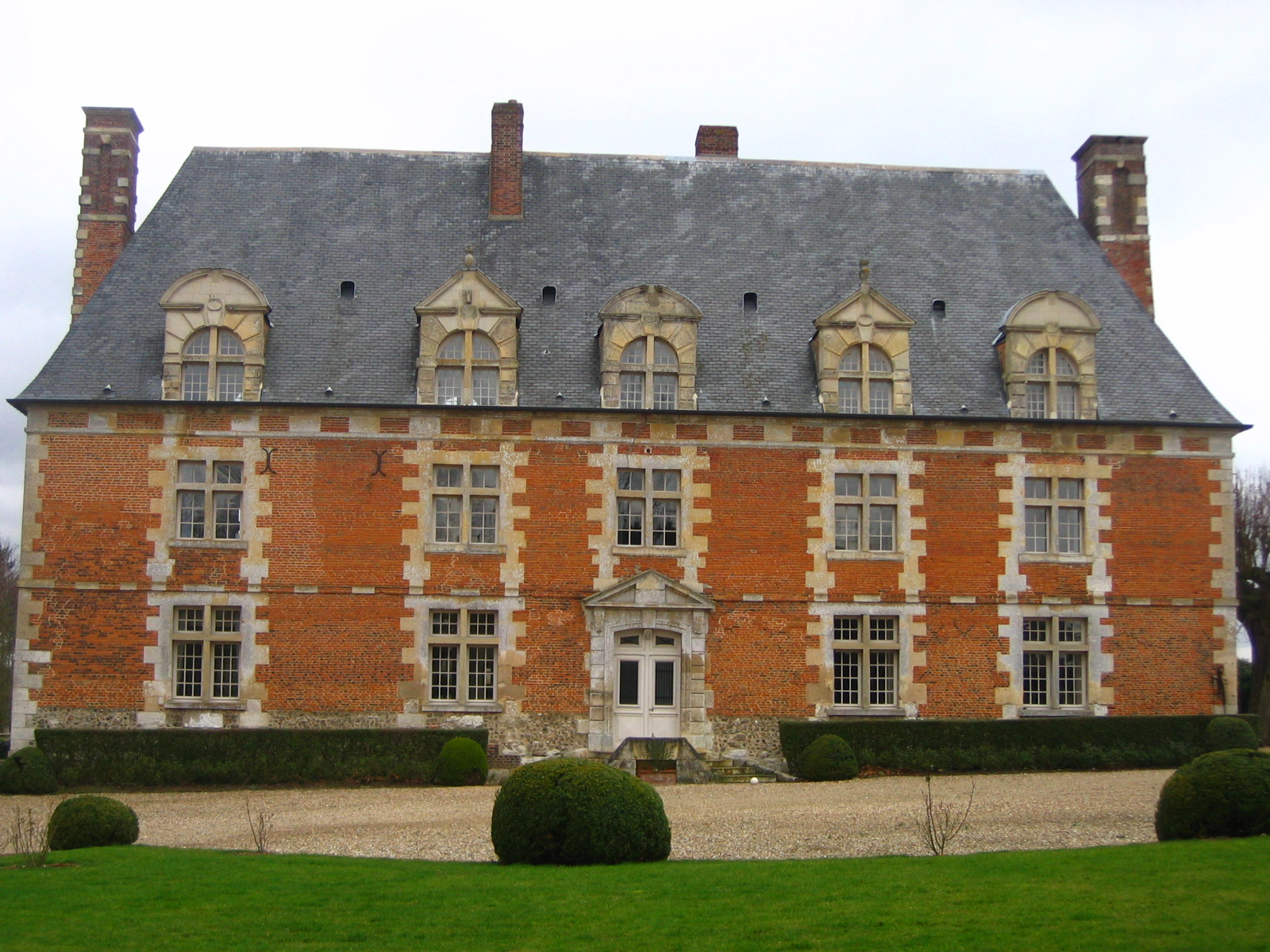
Herrenhaus Senneville
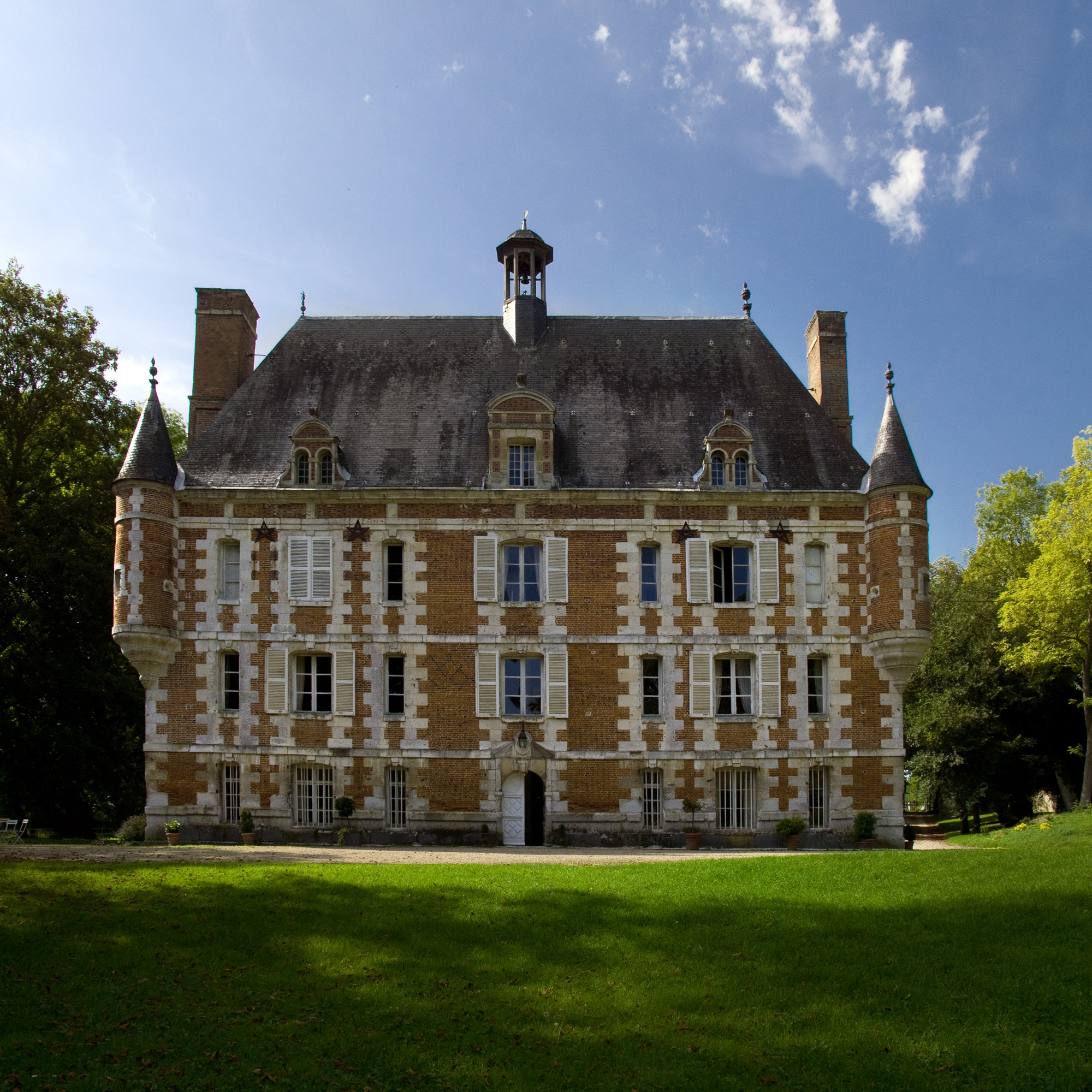
Schloss Canteloup
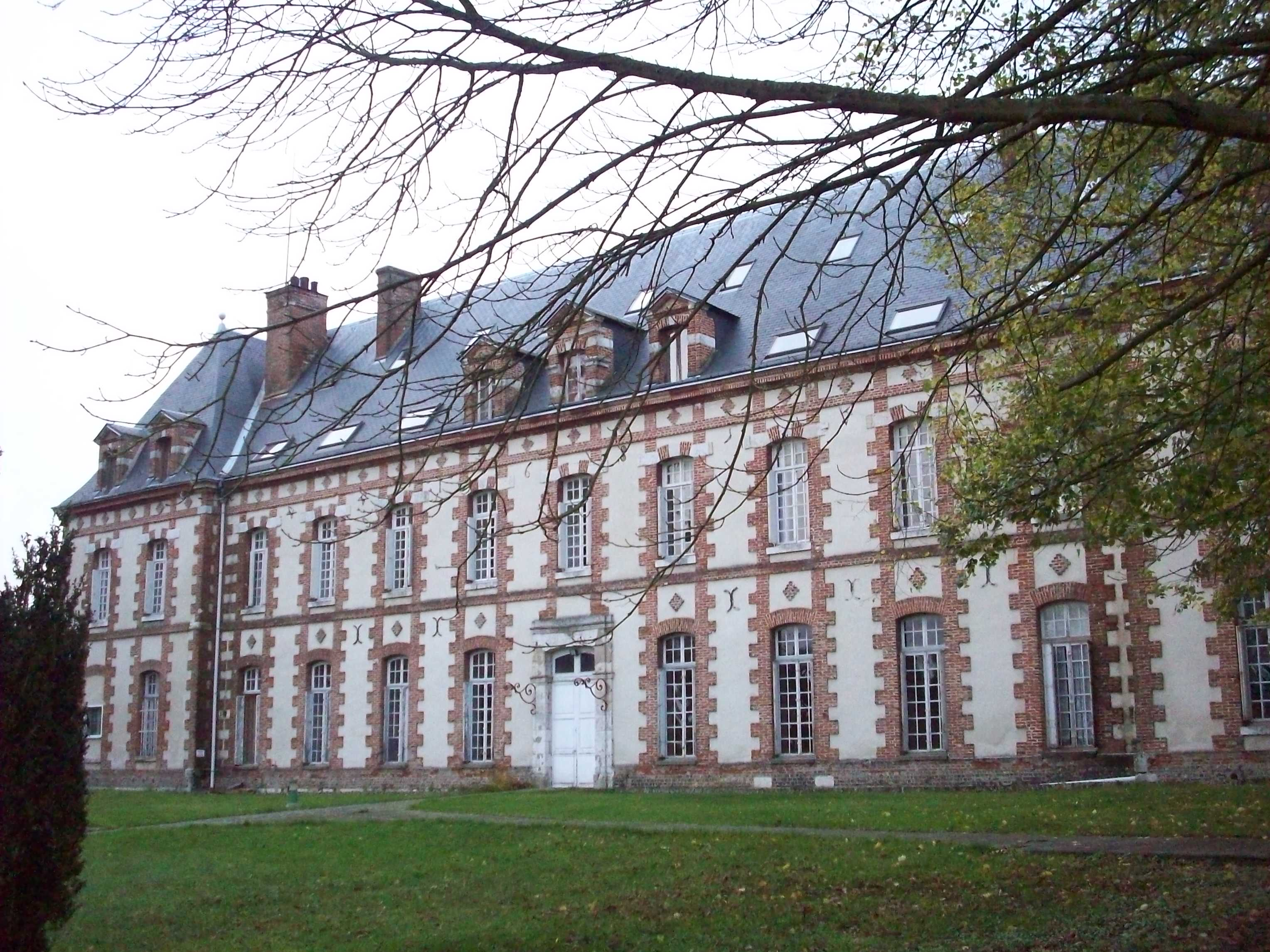
Schloss Deux-Amants